# Апостольский нунций в Австрии
Апостольский нунций в Австрийской Республике — дипломатический представитель Святого Престола в Австрии. Данный дипломатический пост занимает церковно-дипломатический представитель Ватикана в ранге посла. Как правило, в Австрии апостольский нунций является дуайеном дипломатического корпуса. Апостольская нунциатура в Австрии была учреждена на постоянной основе в 1586 году, при императорском дворе в Вене. Её штаб-квартира находится в Вене.
В настоящее время Апостольским нунцием в Австрии является архиепископ Педро Лопес Кинтана, назначенный Папой Франциском 4 марта 2019 года.

## История
Апостольская нунциатура в Австрии, в качестве постоянной нунциатуры, была учреждена в 1586 году.
Первоначально апостольский нунций находился при императорском дворе Габсбургов в Вене, а при императоре Рудольфе II в Праге.

## Апостольские нунции в Австрии

### Апостольские нунции при австрийском дворе императоров Священной Римской империи
- Винченцо Пимпинелла — (1529—1532);
- Пьетро Паоло Верджерио — (1533—1535);
- Джованни Мороне — (1536—1538);
- Фабио Миньянелли — (3 сентября 1538 — апрель 1539);
- Джованни Мороне — (1539—1541);
- Джироламо Вералло — (17 июня 1541 — март 1545);
- Фабио Миньянелли — (12 марта — август 1545);
- Просперо Сантакроче — (5 апреля 1548 — апрель 1550);
- Джироламо Мартиненьо — (1550—1554);
- Дзаккария Дельфино — (7 февраля 1554 — 1556);
- Антонио Агусти — (1558);
- Станислав Гозий — (1560—1561);
- Дзаккария Дельфино — (22 марта 1561 — 1564);
- Мелькиорре Билья — (1565—1571);
- Джованни Дельфино — (1571—1578);
- Бартоломео Порция — (1578);
- Орацио Маласпина — (1578—1581);
- Оттавио Санта-Кроче — (1581);
- Джованни Франческо Бономи — (1581—1584);
- Джерманико Маласпина — (1584—1586);
- Филиппо Сега — (1586—1587);
- Антонио Путео — (1587—1589);
- Альфонсо Висконти — (1588—1591);
- Камилло Каэтани — (1591—1592);
- Чезаре Спечано — (1592—1597);
- Ферранте Фарнезе — (1597—1598);
- Филиппо Спинелли — (1598—1603);
- Джованни Стефано Феррери — (1604—1607);
- Антонио Каэтани — (3 мая 1607 — 12 ноября 1610);
- Джованни Баттиста Сальваго — (1610—1612);
- Плачидо де Марра — (1612—1616);
- Витальяно Висконти Борромео — (1616—1617);
- Асканио Джезуальдо — (1617—1621);
- Карло Карафа — (1621—1628);
- Джованни Баттиста Мария Паллотта — (1628—1630);
- Чириако Роччи — (1630—1634);
- Малатеста Бальони — (1634—1639);
- Гаспаро Маттеи — (1639—1644);
- Камилло Мельци — (1644—1652);
- Шипионе Панноккьески — (1652—1658);
- Карло Карафа делла Спина — (1658—1664);
- Джулио Спинола — (1665—1667);
- Антонио Пиньятелли — (9 марта 1668 — 4 мая 1671);
- Марио Альберицци — (1671—1675);
- Франческо Буонвизи — (1675—1689);
- Себастьяно Антонио Танара — (1692—1696);
- Андреа Сантакроче — (1686—1700);
- Джанантонио Давиа — (26 апреля 1700—1706);
- Джулио Пьяцца — (15 декабря 1709 — 21 июля 1710);
- Джорджо Спинола — (26 мая 1713 — 20 января 1721);
- Джироламо Гримальди — (1721—1730);
- Доменико Сильвио Пассионеи — (23 декабря 1730—1738);
- Камилло Паолуччи — (20 мая 1738 — 20 октября 1745);
- Фабрицио Сербеллони — (1 марта 1746 — 26 ноября 1753);
- Иньяцо Микеле Кривелли — (17 декабря 1753 — 24 сентября 1759);
- Виталиано Борромео — (10 декабря 1759 — 26 сентября 1766);
- Антонио Эудженио Висконти — (22 ноября 1766 — 19 апреля 1773);
- Джузеппе Гарампи — (16 марта 1776 — 14 февраля 1785);
- Джованни Баттиста Капрара Монтекукколи — (7 мая 1785 — 1 февраля 1793);
- Луиджи Руффо-Шилла — (23 августа 1793 — 9 августа 1800).

### Апостольские нунции в Австрийской империи
- Антонио Габриэле Североли (октября 1801 — 8 марта 1816);
- Паоло Леарди (23 сентября 1816 — 31 декабря 1823);
- Уго Пьетро Спинола (14 ноября 1826—1832);
- Пьетро Остини (2 сентября 1832 — 11 июля 1836);
- Лодовико Альтьери (18 июля 1836—1845);
- Микеле Вьяле-Прела (7 мая 1845—1856);
- Антонио Саверио Де Лука (9 сентября 1856—1863).

### Апостольские нунции в Австро-Венгрии
- Мариано Фальчинелли Антониаччи, O.S.B. (14 августа 1863—1873);
- Лодовико Якобини (27 марта 1874 — 19 сентября 1879);
- Серафино Ваннутелли (3 декабря 1880 — 14 марта 1887);
- Луиджи Галимберти (27 апреля 1887—1893);
- Антонио Альярди (12 июня 1893 — 22 июня 1896);
- Эмидио Тальяни (24 июля 1896—1903);
- Дженнаро Гранито Пиньятелли ди Бельмонте (15 января 1904 — 6 января 1911);
- Алессандро Бавона (1911 — 19 января 1912);
- Раффаэле Скапинелли ди Легуиньо (27 января 1912 — 6 декабря 1915);
- Теодоро ди Бонцо (14 сентября 1916 — 6 марта 1920).

### Апостольские нунции в Австрийской Республике
- Франческо Маркетти Сельваджани (4 декабря 1920 — 15 декабря 1922);
- Энрико Сибилья (16 декабря 1922 — 16 декабря 1935);
- Гаэтано Чиконьяни (13 июня 1936 — 16 мая 1938);

Дипломатические отношения прекращены из за Аншлюса до 1946 года.
- Маурильо Сильвани (4 ноября 1946 — 22 декабря 1947);
- Джованни Баттиста Деллепьяне (12 января 1949 — 13 августа 1961);
- Опилио Росси (25 сентября 1961 — 10 декабря 1976);
- Марио Канья (11 мая 1976 — 4 декабря 1984);
- Микеле Чеккини (4 декабря 1984 — 26 апреля 1989);
- Донато Сквиччарини (1 июля 1989 — 8 октября 2002, в отставке);
- Георг Цур (8 октября 2002 — 26 июля 2005);
- Эдмон Фархат (26 июля 2005 — 14 января 2009, в отставке);
- Петер Штефан Цурбригген (14 января 2009 — 30 ноября 2018, в отставке);
- Педро Лопес Кинтана (4 марта 2019 — по настоящее время).